# Saint-Nabor
Saint-Nabor é uma comuna francesa na região administrativa de Grande Leste, no departamento Baixo Reno. Estende-se por uma área de 1,89 km². Em 2010 a comuna tinha 503 habitantes (densidade: 266,1 hab./km²).